# Lidé na Hemsö
Lidé na Hemsö (Hemsöborna) je román napsaný švédským spisovatelem Augustem Strindbergem, vydán byl v roce 1887. Dílo dodnes patří mezi nejčtenější autorovy romány. V době svého vydání ve Švédsku byl  dokonce nejoblíbenějším Strindbergovým dílem.
Po vydání sbírky první ze dvou povídkových sbírek s názvem Manželské historie (Giftas) čelil Strindberg kritice, jedna z povídek byla označena za blasfemickou a autor skončil u soudu. V dalších letech (1886-1887) vydal autobiografické dílo Syn služky (Tjänstekvinnans son).
Inspirován dalšími zážitky ze svého života začal v Bavorsku začal psát román Lidé na Hemsö, pojednávající o běžném životě ostrovních obyvatel, jejich denní práci a zvyklostech. Jde o autorovy vzpomínky na ostrov Kymmendö, kde několikrát pobýval během letních měsíců. Inspirací mu ale byly i skutečné příběhy tamních obyvatel, proto se po vydání románu již nemohl na ostrov vrátit.
Dílo pojednává o venkovském životě a všem, co přináší. Společně s bohatým popisem přírody autor vykresluje práci na statku, denní řád, roční období a zároveň společenské poměry, přesněji třídní nerovnost, souboj pohlaví, ale například i nevraživost mezi statkáři a čeledíny.
Postavy autor zobrazuje realisticky, vypráví s humorem, ale neuráží či nezesměšňuje.  Román je možné vnímat jako touhu autora ukázat lásku ke své rodné zemi, respekt k práci a pokoru k přírodě.
V roce 1889 Strindberg román přepracoval do podoby dramatu. Román byl také několikrát zfilmován. Prvním filmovým zpracováním je Hemsöborna (1919). Nové stejnojmenné adaptace pocházejí z let 1944, 1955, 1966. Velmi volně pojatá verze románu byla natočena v roce 2007. V českém překladu Radko Kejzlara vydalo román v roce 1958 nakladatelství SNKLHU (Státní nakladatelství krásné literatury, hudby a umění).

## Děj
V sedmi kapitolách románu poznáváme obyvatele ostrova Hemsö. Hlavním hrdinou je čeledín Carlsson, který přijíždí na statek vypomoci vdově Flodové. Po smrti statkáře sice nezůstala sama, kromě děveček a dalších pomocníků na statku žije také syn Gusten, ten se však do práce o statek nehrne, jelikož ho zajímá zejména rybářství.
Zprvu nejistý mladík Carlsson se postupně začne o statek velmi dobře starat. Jeho přítomnost ale není Gustenovi po chuti, protože čeledínův vliv na chod hospodářství se stále zvyšuje. Panímáma Flodová je ale za pomoc vděčná a Carlssonovi ve všem vyhoví. Dokonce povolí, aby k nim na statek v létě přijelo bohaté panstvo z města na rekreaci.
Carlsson získává na statku stále větší vliv. Při cestách do města, se zamiluje do slečny Idy, která jeho lásku ale neopětuje. Carlssonovi se naopak vnucuje sama panímáma Flodová, která mu nabídne výhodný sňatek.
Paní Flodová ale nakonec umírá. Neočekávané a dramatické zakončení příběhu o čeledínovi Carlssonovi se odehraje při cestou na pohřeb.

## Citace z knihy
(…) „Nyní, ke konci července, bylo ráno oslnivě jasné, nebe bylo blankytně bílé jako odstředěné mléko a ostrovy, ostrůvky, šéry a skály se měkce rozplývaly ve vodě; nedalo se říci, patří-li k zemi nebo k nebi. Na nedaleké pevnině stály smrky a olše a na výběžcích seděli volavky, lysky, kachny a racci. Dál viděl už jen kosodřevinu. Alkouni a alky, černé, podobné papouškům, oblétávali drze člun, lákajíce lovce od hnízd ukrytých ve štěrbinách skal. Konečně byly šéry nižší, holejší a na nich stály jen jednotlivé borovice, ponecháme tu lidmi pro budky na hnízdění, ze kterých se vybírala vajíčka kajek a potápek. Tu a tam stál jeřáb a nad jeho korunou vlál ve větru mrak komárů. Za šérami už leželo lesklé moře, kde chaluha loupila v boji s mořskými vlaštovkami a racky. Tam řídil mořský orel svůj těžkopádný let na sedící kajku. Tam, do nejvzdálenějších šér namířil Gusten, napůl leže u kormidla a s dýmkou v ústech.“

## Filmové adaptace
- Hemsöborna (1919)
- Hemsöborna (1944)
- Hemsöborna (1955)
- Hemsöborna (1966) – televizní seriál
- Hemsöborna – Väldigt fritt efter Strindberg (2007) – fraška založena na příběhu ze knihy Lidé na Hemsö, ale příběh značně upraven režisérem